# Université Brown
Pour les articles homonymes, voir Brown.
L'université Brown (en anglais, Brown University) (on dit simplement « Brown ») est une université privée américaine fondée en 1764 et située à Providence, dans l’État du Rhode Island. Elle fait partie de la Ivy League (groupe d'universités américaines regroupant les plus anciennes et les plus prestigieuses du pays : Brown, Columbia, Cornell, Dartmouth, Harvard, Penn, Princeton, Yale).
L'admission au premier cycle (undergraduate) est très sélective (avec un taux d'acceptation de 6.6 % en 2019). L'université comprend le College, Graduate School, Alpert Medical School, la School of Engineering, la School of Public Health, et la  School of Professional Studies. 
Parmi les professeurs et les anciens de Brown, il y a huit prix Nobel, cinq recipiendaires de la  National Humanities Medal, dix lauréats de la National Medal of Science. Parmi les anciens étudiants, il y a huit milliardaires, un juge en chef des États-Unis, quatre secrétaires d'État, 54 membres du Congrès, 55 Boursiers Rhodes, 48 Marshall Scholars, 14 membres MacArthur Genius, 19 gagnants du prix Pulitzer, des membres de familles royales, ainsi que des leaders et chefs de grandes entreprises internationales.

## Histoire
Le 3 mars 1764, une charte est écrite et signée par 60 membres de communautés baptistes et congrégationalistes. Cette fondation est la création de la septième université aux colonies anglaises. L’école, nommée le collège de Rhode Island, est fondée à Warren, Rhode Island. En 1770, la construction d'un nouveau bâtiment, le « College Edifice », commence à Providence. Le déplacement de l’école est complet en 1774 lors de la fin de la construction.
En 1804, John Brown, un des premiers signataires de la charte, meurt. Son neveu et ancien étudiant du collège, John Brown, donne 5 000 $ à l'université en souvenir de son oncle. En signe de reconnaissance de sa générosité, le collège se renomme Brown University (université Brown).
Brown n’admet que les hommes jusqu’en 1891, ce qui change quand le collège de Pembroke est établi. Ce collège pour femmes se situait à proximité de Brown (500 m environ). En 1971 les écoles s’unifient et deviennent une seule et unique institution pour hommes et femmes. Aujourd’hui, le campus moderne incorpore tous les anciens bâtiments de Brown et de Pembroke College.

## Atmosphère académique

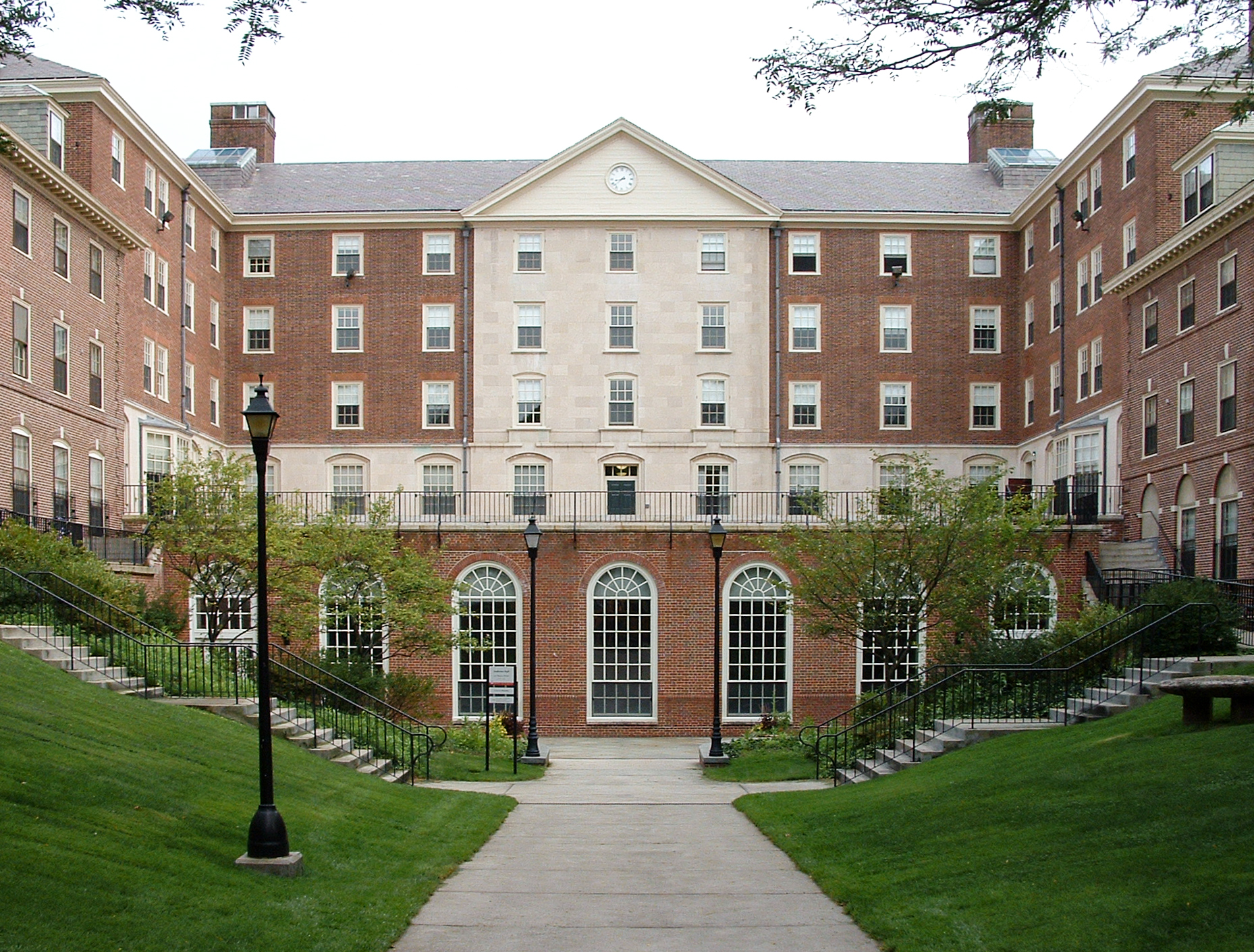
Andrews Hall.

À peu près 6 300 étudiants font leurs études premier cycle à Brown actuellement. Les écoles des cycles supérieurs et de médecine comportent 1 568 et 326 étudiants, respectivement (en 2004). En 2011, le pourcentage de candidats acceptés au programme de premier cycle était à 8,7 %, le pourcentage d'admission le plus bas de toute l'histoire de Brown, confirmant ainsi le statut de Brown parmi les universités les plus sélectives au monde. L'Université Brown appartient à l'Ivy League, une association d'universités regroupant les huit plus anciennes et prestigieuses universités des États-Unis. Les sept autres universités de l'Ivy League sont Harvard, Yale, Princeton, Columbia, Cornell, Penn et Dartmouth. Ces universités se trouvent sur la côte Nord-Est des États-Unis et alimentent des rivalités inter-ligues lors de compétitions et tournois sportifs - entre autres le football américain.
Académiquement, Brown est reconnu pour son programme d’études unique. Institué en 1969, le nouveau programme d’études (New Curriculum) ) n’oblige aucun étudiant à suivre un cursus commun ainsi qu'une distribution de cours parmi des différents sujets.
Pour mériter un diplôme, un étudiant doit :
- valider 30 cours en 8 semestres (un étudiant peut prendre 3 à 5 cours par semestre)
- finir les conditions d’une concentration (i.e. une matière) – le nombre de cours nécessaires pour achever cela dépend de la concentration

Chaque étudiant a aussi le droit de :
- suivre autant de cours « Satisfactory/No Credit » (Pass/Fail) au lieu d’une note : cela permet aux étudiants de focaliser leurs efforts dans les cours obligatoires et d'avoir moins de pression dans leurs cours optionnels ; de plus, cela encourage les étudiants à découvrir de nouvelles disciplines sans risque ;
- créer son propre parcours interdisciplinaire, si aucun cursus préexistant ne correspond à la filière recherchée ;
- demander une évaluation écrite et officielle d’un professeur sur la performance de l’étudiant dans le cours (« Course Performance Reports ») ;
- suivre jusqu’à quatre cours avec crédit au Rhode Island School of Design (RISD), considéré le meilleur institut d'art en Amérique, et l’un des meilleurs au monde.

## Personnalités liées à l'université

### Professeurs
Parmi les professeurs réputés qui enseignent ou ont enseigné à Brown, on trouve :
- Chinua Achebe, écrivain nigérian
- Ama Ata Aidoo, écrivain
- Fernando Cardoso, ancien président du Brésil
- Leon Neil Cooper, physicien, lauréat du prix Nobel de physique
- Robert Creeley, poète
- Carlos Fuentes, écrivain
- Oded Galor, économiste
- Lilli Hornig, chimiste et militante féministe
- John Franklin Jameson, historien
- John M. Kosterlitz , prix Nobel de physique 2016
- Sergueï Khrouchtchev, fils de Nikita Khrouchtchev
- Lewis Gordon, philosophe
- Ricardo Lagos, ancien président du Chili
- Chia-Chiao Lin, mathématicien
- Laura Mullen
- Lars Onsager, physicien, lauréat du prix Nobel de chimie
- Samuel M. Osgood, historien
- James R. Rice, spécialiste de la mécanique de la rupture
- Arthur Sze, poète, traducteur, universitaire d'origine chinoise
- Andries van Dam, scientifique d’informatique, inventeur de l'hypertexte
- Paula Vogel, dramaturge
- Keith Waldrop, poète, éditeur et traducteur
- Xu Wenli, homme politique chinois
- David Weil, économiste
- Gordon Wood, auteur et historien
- C.D. Wright, poète

### Étudiants
Étudiants célèbres de Brown (année de diplôme) :
- Aaron T. Beck (1942)
- Allegra Beck
- Bill Berkson (1939 - 2016)
- Barnabas Bidwell (1763-1833)
- Tisa Bryant
- Jessica Capshaw, actrice (1998)
- Jennifer Bachus Carleton, diplomate (1993)
- Wendy Carlos (1958-1962)
- Mary Chapin Carpenter (1981)
- Nilo Cruz (1994)
- Yaya DaCosta, actrice
- Vincent Englebert (1970) : Ingénieur logiciel de génie
- Charlie Enright (2008), skipper
- Jeffrey Eugenides (1983)
- John F. Kennedy, Jr. (1983)
- John Hope (educator) (en) Président du Morehouse College de 1906 à 1936
- Charles Evans Hughes (1881)
- Theresia Gouw (1990)
- Nicolas Jaar (2012)
- Laura Linney (1986)
- William L. Marcy (1808)
- Hassan Mekouar, Poète et écrivain marocain (1977)
- Craig C. Mello (1982), lauréat du prix Nobel de médecine
- Steven Millhauser, écrivain
- Susan Minot, écrivaine
- Richard S. Newman, historien
- Masi Oka (1997), acteur (Heroes), créateur d'effets spéciaux
- Jena Osman, universitaire, éditrice
- Nikhil Parasher
- Randy Pausch, scientifique d’informatique
- John D. Rockefeller, Jr. (1897)
- Lily Sobieski
- Marion Elizabeth Stark (1894-1982), mathématicienne
- André Leon Talley
- Francesca Trivellato, historienne italienne
- Ted Turner (1960)
- Alfred Uhry
- Emma Watson, actrice (2014)
- Thomas J. Watson, Jr. (1937)
- Maia Weinstock, écrivaine et scientifique (1999)
- Mary Emma Woolley, 1894-1900, présidente de l'université pour femmes le Mount Holyoke College située à South Hadley

## Sports
Dans le domaine sportif, les Brown Bears défendent les couleurs de l'université Brown. Ils sont à l'automne 2008 les champions du tournoi de l'Ivy League.

## Brown dans la culture populaire
Dans la série télévisée Newport Beach (The O.C.), les personnages interprétés par Seth Cohen et Summer Roberts sont candidats à l'université Brown. Seule Summer est admise et le début de la saison 4 suit sa scolarité jusqu'à ce qu'elle soit renvoyée de l'université pour avoir tenté de libérer des lapins de laboratoire.
Dans la série télévisée Gossip Girl, Serena Van Der Woodsen est admise à l'université Brown, et sa mère, Lily Van Der Woodsen a également été étudiante à Brown; C'est aussi le cas de Brian Griffin dans la série Les Griffin.
Dans la série télévisée Glee, Tina Cohen-Chang est admise à l'université Brown.
Dans la série d'animation Les Simpson, dans l'épisode 7 de la saison 10 (Lisa a la meilleure note), Lisa Simpson fait un cauchemar dans lequel elle reçoit la pire note de sa classe à une évaluation. Le directeur de Harvard intervient alors dans son rêve et lui explique qu'elle ne pourra pas aller à Harvard à cause de cette note, mais qu'elle pourra intégrer l'université de Brown. On découvre alors qu'Otto, le chauffeur du car scolaire, a étudié à Brown, et qu'il a même faillit y être enseignant.
Dans le film The In Between, Skylar a pour projet d'aller étudier à l'université Brown.